# Liste der Monuments historiques in Vouillé-les-Marais
Die Liste der Monuments historiques in Vouillé-les-Marais führt die Monuments historiques in der französischen Gemeinde Vouillé-les-Marais auf.

## Liste der Bauwerke
| Bezeichnung      | Beschreibung                | Standort | Kennzeichnung | Schutzstatus | Datum | Bild           |
| ---------------- | --------------------------- | -------- | ------------- | ------------ | ----- | -------------- |
| Kirche St-Maxent | Erbaut in den 1840er Jahren | (Lage)   | PA00110286    | Inscrit      | 1984  | weitere Bilder |